# Irene Krämer

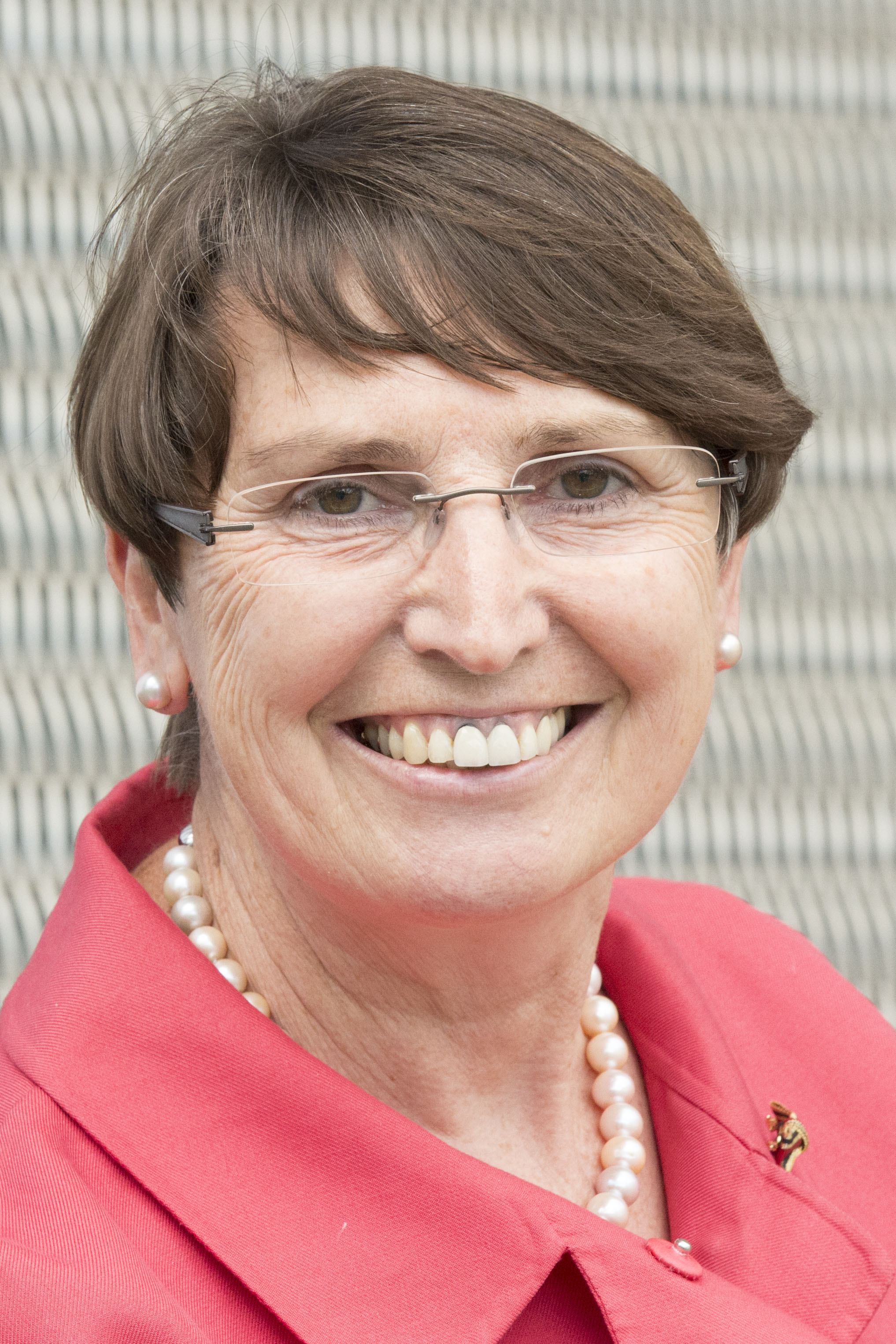
Irene Krämer

Irene Krämer (* 1. September 1957 in Trier als Irene Späder) ist eine deutsche Krankenhausapothekerin und Trägerin des Bundesverdienstkreuzes am Bande. Sie ist Direktorin der Apotheke der Universitätsmedizin Mainz und außerplanmäßige Professorin für Klinische Pharmazie am dortigen Institut für Pharmazie und Biochemie. Sie ist verheiratet mit Herbert Krämer.

## Leben
Irene Krämer studierte von 1977 bis 1981 Pharmazie an der Johannes Gutenberg-Universität Mainz und erhielt im Mai 1982 ihre Approbation als Apothekerin. Nach Erstellung einer Dissertation im Fachbereich Pharmazie der Johannes Gutenberg-Universität Mainz mit dem Titel Das Oxadiazolsystem als Harnstoffäquivalent in neuen Histamin-H2-Antagonisten (Leitung: Walter Schunack) promovierte sie 1986 zum Dr. rer. nat. Im Mai 1988 schloss sie als bundesweit Erste die Regelweiterbildung zum „Fachapotheker für Klinische Pharmazie“ ab und übernahm im September 1991 als Nachfolgerin von Peter Frank die Leitung der Apotheke der Universitätsmedizin der Johannes Gutenberg-Universität Mainz. Ihre Kenntnisse in klinischer Pharmazie vertiefte sie 1995 mit einem Studienaufenthalt zum Thema „Pharmaceutical Care für den onkologischen Patienten“ in mehreren US-amerikanischen Krankenhäusern u. a. Johns Hopkins Hospital Oncology Center, Baltimore und Memorial Sloan-Kettering Cancer Center, New York.
Im Mai 1999 habilitierte Irene Krämer im Fach Pharmazeutische Technologie der Johannes Gutenberg-Universität Mainz mit der Habilitationsschrift Entwicklung, Qualitätssicherung und Anwendungsoptimierung applikationsfertiger, einzelhergestellter Parenteralia im integralen Konzept von Cancer Care. Seit 2006 ist Irene Krämer neben ihrer Position als Apothekendirektorin gleichzeitig Professorin (apl.) für Klinische Pharmazie am Institut für Pharmazie und Biochemie dieser Universität. Seither hat sie mehr als 35 Doktoranden (Stand: 01/2019) erfolgreich im Fachbereich Klinische Pharmazie angeleitet.

## Leistungen
Irene Krämer ist sowohl in wissenschaftlicher als auch berufspolitischer Hinsicht eine der herausragenden Wegbereiter der Klinischen Pharmazie in Deutschland. Schwerpunkte ihrer wissenschaftlichen Arbeit sind die zentrale Zytostatikabereitung, der onkologische Patient, die klinisch-pharmazeutische Betreuung ausgewählter Patientenkollektive, die Stabilität applikationsfertiger Parenteralia, Proteinarzneimittel und Biosimilars. Die Ergebnisse ihrer wissenschaftlichen Arbeit finden sich wieder in mehr als 100 Fachpublikationen und Buchbeiträgen.

## Berufspolitische Aktivitäten und Gremienarbeit
1992–2000 Präsidiumsmitglied und 2000–2004 sowie 2010–2012 Präsidentin des  Bundesverbandes Deutscher Krankenhausapotheker (ADKA e.V.); 2012–2014 dessen Vizepräsidentin. Seit 2012 stellvertretende Vorsitzende der Ethikkommission der Landesärztekammer Rheinland-Pfalz sowie Mitglied im Sachverständigenausschuss für Verschreibungspflicht beim Bundesinstitut für Arzneimittel und Medizinprodukte. Seit 2015 Mitglied, als Expertin aus der Krankenhausapotheke, der Arbeitsgruppe KRINKO-BfArM-RKI.

## Auszeichnungen
- 1996–2016: acht Posterpreise auf den jeweiligen Wissenschaftlichen Kongressen des  Bundesverbandes Deutscher Krankenhausapotheker
- 2005, 2008, 2010 und 2014: Autorenpreis der Zeitschrift Krankenhauspharmazie
- 2012: Promotionspreis für Krankenhauspharmazie (Mareike Kunkel) und Promotionspreis der Apotheker-Jacob-Stiftung (Florian Scheer); Betreuung jeweils Irene Krämer
- 1997, 2006 und 2016: Sanofi Innovationspreis
- 2012: MSD Gesundheitspreis
- 2016: Verdienstkreuz am Bande der Bundesrepublik Deutschland[3]

## Werke (Herausgeber, Mit-)
- Rekombinante Arzneimittel - medizinischer Fortschritt durch Biotechnologie. Springer, 2008, ISBN 3-540-87973-0.
- Repetitorium Klinische Pharmazie: Arbeitsbuch für Prüfung und Praxis. Govi-Verlag, Eschborn 2014, ISBN 978-3-7741-1265-0.
- Stabil-Liste: Physikalisch-chemische Stabilität, Kompatibilität und Inkompatibilität parenteral applizierbarer Zytostatika, Virustatika und Supportivtherapeutika. ADKA e.V. Bundesverband Deutscher Krankenhausapotheker, 2015
- Vademecum für die Onkologie - Von der Therapie zur Pflege. Zuckschwerdt-Verlag, 2015, ISBN 978-3-86371-156-6.

Herausgeberbeirat folgender Zeitschriften
- European Journal of Hospital Pharmacy
- Krankenhauspharmazie
- Pharmaceutical Technology in Hospital Pharmacy

Autorin und Co-Autorin von mehr als 100 Publikationen